# Histoire des congrégations chrétiennes en France
Les congrégations catholiques sont des institutions, approuvées par les évêques ou les papes, qui se sont créées au fil du temps en fonction des besoins ou des crises qui agitaient l’Église, et sont l’illustration de l’évolution de celle-ci. Les novices, aspirant à la vie religieuse, deviennent moines en s'engageant pour toute leur vie par les trois vœux d'obéissance, de chasteté et de pauvreté.
Moines, moniales, religieux et religieuses vivent dans une communauté dont la vie est organisée par une règle. C'est pourquoi on considère qu'ils forment, au sens large et un peu inexact, le clergé régulier. Cependant les moniales et religieuses ne peuvent pas faire canoniquement partie du clergé et à strictement parler, les moines qui n'ont pas reçu les ordres sacrés sont des laïcs.

## Les débuts:Ve-IXesiècle
Dès le début du christianisme, l’ascétisme a été une forme de don de soi et dès le IIIe siècle, se créent des communautés monastiques. Saint Pacôme est considéré comme le père du cénobitisme ou vie en communauté, qu'on oppose généralement à l'érémitisme ou anachorèse. Pacôme pense en effet que la solitude est dangereuse, car elle peut conduire au désespoir. 
Dès 360, Martin de Tours crée l’abbaye Saint-Martin de Ligugé à proximité de Poitiers. Au début du Ve siècle, saint Jean Cassien fonde Saint-Victor de Marseille et saint Honorat Lérins. Dans la Gaule du VIe siècle, le moine saint Colomban de Bangor, missionnaire venu d'Irlande, réforme de nombreux monastères à la demande du roi mérovingien Gontran et fonde, entre autres, celui de Luxeuil (590). À cette occasion il rédige la sévère Règle de saint Colomban qui insiste sur les pénitences et les mortifications. Cette règle est adoptée par la très grande majorité des monastères de la Gaule. 

### L'essor du monachisme bénédictin

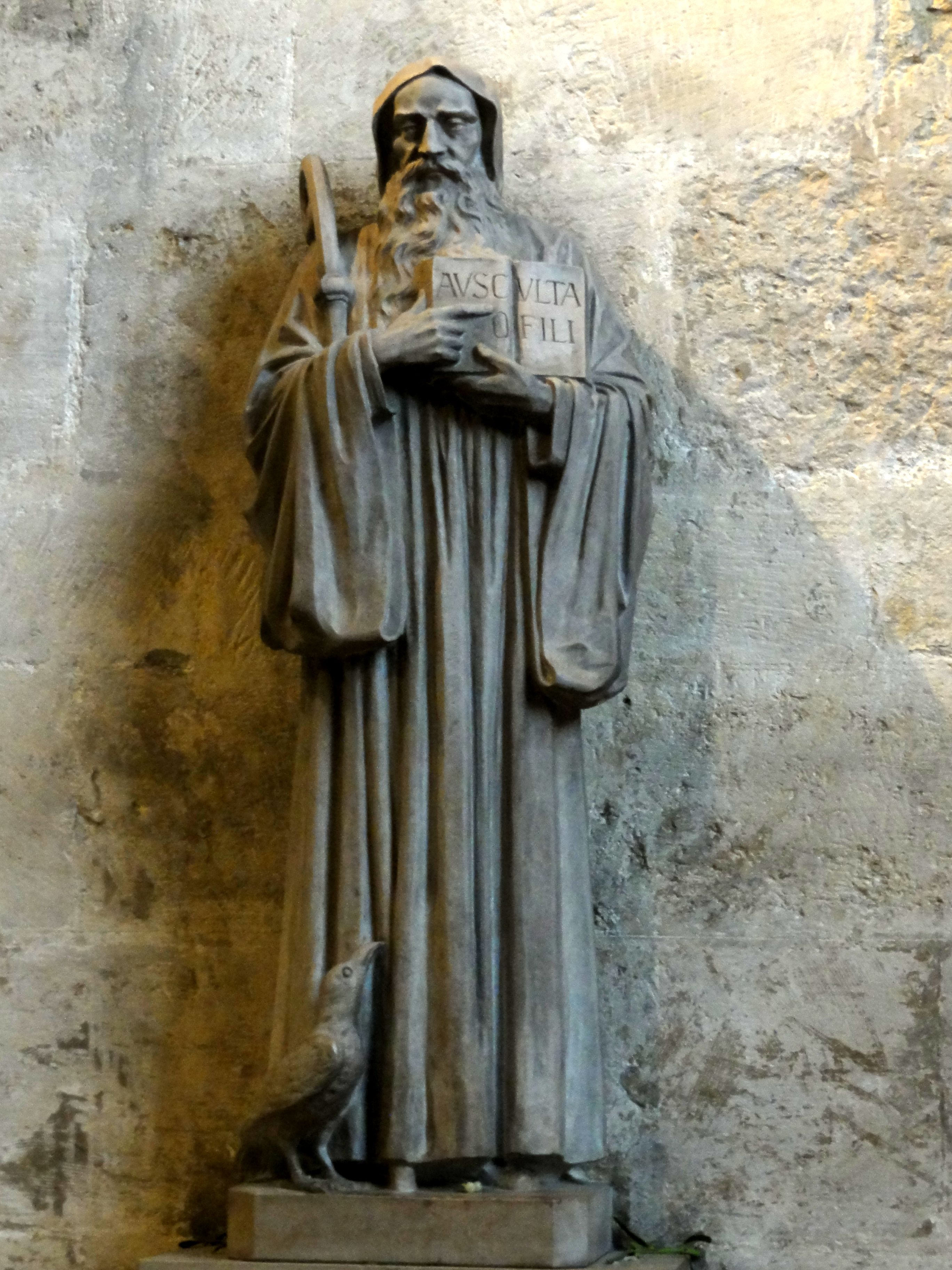
statue de saint Benoît de Nursie, abbaye de Saint-Germain-des-Prés

Lorsque Benoît de Nursie fonde un monastère au mont Cassin vers 529, la Règle de vie qu’il élabore vers 540 connaîtra une large diffusion en Europe. La devise de saint Benoît était : Pax, « paix ». Elle est restée la devise de l’ordre bénédictin. Sous l'impulsion de Charlemagne, qui demande à l'Abbé du Mont Cassin une copie de la règle de saint Benoît, et de son fils Louis le Pieux, les empereurs Carolingiens, ont recours à saint Benoît d'Aniane qui a rédigé la Concordia regularum, commentant la règle de saint Benoît de Nursie en se référant à celles de Basile, Pachôme et Colomban. En 817, par le capitulaire monasticum, préparé par Benoit d'Aniane, Louis le Pieux impose la Règle de saint Benoît à tous les monastères de l'empire. 
Ora et labora, la prière et le travail, sont les deux activités du moine. Ils recopient dans les scriptoria les manuscrits anciens, religieux comme profanes. Les moines sont au cœur de la renaissance carolingienne. Alcuin, abbé de Saint-Martin de Tours est alors le conseiller très écouté de Charlemagne. Hincmar, moine de Saint-Denis puis archevêque de Reims est le grand théologien, défenseur sourcilleux de l'orthodoxie contre Scot Erigène. Il fait condamner par le pape Nicolas Ier ses opinions sur le symbolisme eucharistique qui amenaient à nier la présence réelle.

### L'Ordo monachorum
Dans la société carolingienne, les moines constituent un groupe social (ordo) qui a une fonction (officium, ministerium). Les monastères sont des centres de culture et d'éducation : des écoles y sont ouvertes. Certains parents y placent leurs enfants très jeunes comme oblats; l'exemple le plus célèbre en est Hincmar, entré enfant à Saint-Denis. Les abbayes possèdent des biens importants et la plupart des moines travaillent aux champs ce qui leur permet de subvenir aux besoins des pauvres ou des pèlerins de passage. Le Cartulaire de Redon ou le polyptyque d'Irminon pour Saint-Germain-des-Prés
dénombrent leurs possessions. Le domaine de cette dernière, s'étendait sur 33 000 ha. Ces biens sont issus de dons faits aux abbayes car la fonction essentielle des moines est d'être, par leurs prières, des intercesseurs qui ouvrent les portes du Ciel.
Les moniales sont forcées à respecter la clôture et les abbesses ne peuvent plus se déplacer qu'avec l'autorisation de l'évêque. Celui de Metz, Chrodegang, donne une règle à ses chanoines qui est un compromis entre la vie commune et les missions pastorales.
Les invasions normandes, hongroises et sarrasines des IXe et Xe siècles ruinent en grande partie ces efforts. Au début du IXe siècle, la fondation de l'abbaye de Cluny est, pour les historiens, le signe annonciateur de la réforme dite grégorienne. En effet devant la désagrégation du pouvoir royal et des institutions carolingiennes dans la Francie occidentale, Cluny cherche à échapper à l'autorité douteuse d'évêques simoniaques. Elle bénéficie du privilège pontifical de l'exemption qui l'affranchit du pouvoir de l'évêque local pour la placer directement sous l'autorité de Rome. Avec Abbon de Fleury, elle soutient en 991, au concile de Saint-Basle de Verzy, réuni pour juger l'archevêque de Reims la compétence exclusive du pape face à Gerbert d'Aurillac, partisan de la compétence du concile des Gaules quand il s'agit d'un pair.

## Le renouveau au début du second millénaire
À la recherche d'une vie surtout contemplative, Bruno de Cologne se retire en 1084 avec quelques compagnons dans les préalpes du Nord et fonde l'Ordre des Chartreux.
Quelques années plus tard, en 1098, réagissant contre l'opulence de certains monastères, quelques bénédictins fondent l’abbaye de Cîteaux. Saint Bernard joue un rôle capital dans la naissance de l’Ordre cistercien, désireux de respecter l'esprit de la Règle de saint Benoît, sa réforme réintroduit le travail manuel et une stricte pauvreté. On observe alors la naissance des Grandmontains, des Prémontrés, des Gilbertins, de la congrégation de Savigny et de bien d’autres.
Ce besoin de réforme entraine aussi la création des Ordres mendiants, notamment les Franciscains vers 1210 et les Dominicains vers 1215, qui choisissent une vie de pauvreté et de prédication; ils installent leurs couvents au cœur des villes pour être proche des fidèles. Des personnalités de ce nouveau type de vie conventuelle trouvent même leur entrée dans les universités (Thomas d’Aquin, Bonaventure). Grâce à ces Ordres mendiants, beaucoup de chrétiens sont restés fidèles à l’Église.

## Les réformes à partir duXVIesiècle

### Avant le Concile de Trente
Les Capucins sont issus en 1517 de l’ordre franciscain, accentuant encore l’idéal de pauvreté de ce dernier. 
À la même époque, à Rome en 1524, Saint Gaétan de Thiene et Mgr Pietro Carafa, qui deviendra pape sous le nom de Paul IV fondent un ordre de clercs réguliers: les Théatins.
Peu à peu apparaissent des congrégations qui se spécialisent dans des activités spécifiques.
- En 1530, à Milan, Antoine-Marie Zaccaria, fonde l'ordre des Clercs réguliers de Saint-Paul autrement dit les barnabites, pour l'instruction.

- Les Somasques, fondés en 1532 à Somasca, en Italie du Nord par Saint Jérôme Emilien, qui se vouent aux soins des malades et à l’éducation des orphelins.

- Saint Jean de Dieu, en 1537 à Grenade, jette les fondations de l'Ordre hospitalier de Saint-Jean-de-Dieu, pour le soin des pauvres et des malades.

- Véritable nouveauté, la Compagnie de Jésus est créée en 1540 par Ignace de Loyola s’occupe essentiellement d’activité missionnaire et d’enseignement, formant ainsi un ordre de clercs réguliers.

- Des congrégations féminines voient le jour, dont les Ursulines, premier ordre d’enseignement féminin, en 1535 sous l'impulsion de Sainte Angèle Merici.

### Fondations et réformes à la suite du Concile de Trente

#### Les congrégations réformées
Sainte Thérèse d'Avila réforme l'ordre féminin des Carmélites dès 1562, suivie par Saint Jean de la Croix, qui en 1568, réforme la branche masculine du Carmel, en développant l'ordre des Carmes déchaux. 
L'ordre des bénédictins est réformé à la suite de la Congrégation de Saint-Vanne et Saint-Hydulphe en 1604, puis de la Congrégation de Saint-Maur en 1621. 
L'abbé Armand de Rancé, chez les Cisterciens en 1664 à l'Abbaye de La Trappe.

#### Les fondations
En 1575, à Rome, Saint Philippe Néri, créé la Congrégation de l'Oratoire, Société de vie apostolique, communauté de prêtres voués à l'éducation et à la prédication.
Les Camilliens, fondés en 1584, se consacrant aux soins des malades.
L'Ordre des Piaristes fondée à Rome en 1597, par Saint Joseph Calasanz pour l’enseignement des enfants pauvres.
Les congrégations féminines enseignantes, connaissent au XVIIe siècle une vitalité sans précédent. En Lorraine, Pierre Fourier et Alix Le Clerc fondent la congrégation des Sœurs de Notre-Dame, et à Bordeaux, Jeanne de Lestonnac, la Compagnie de Marie Notre-Dame. À Lyon, Charles Démia établit les Sœurs de Saint-Charles. Nicolas Barré crée à Rouen les Maîtresses des Ecoles gratuites et charitables du St-Enfant Jésus. Voient également le jour, Les Sœurs de l'Enfant-Jésus (du chanoine Roland à Reims), les Sœurs de Saint-Joseph et celles de l'Instruction chrétienne (au Puy), les sœurs d'Évron (en Mayenne), les sœurs de la Charité et de l'Instruction chrétienne (à Nevers), la Présentation de Tours, les sœurs d'Ernemont (à Rouen), les Sœurs de Saint-Paul de Chartres, des Écoles charitables (à Nantes), de Saint-Paul (à Tréguier).
C'est en 1610, à Annecy, que Saint François de Sales et Sainte Jeanne de Chantal, fondent l'Ordre de la Visitation, ordre féminin conjuguant vie contemplative et éducation.
Le Cardinal Pierre de Bérulle fonde en 1611 à Paris, l'Oratoire de France, avec le même objectif que les oratoriens de Saint Philippe Néri.
La Congrégation de la Mission (lazaristes) est fondée en 1625 à Paris par Saint Vincent de Paul. Il est également à l'origine, avec Sainte Louise de Marillac, de la fondation à Paris en 1633, des Filles de la Charité qui se consacrent au service des malades et des pauvres.
Jean-Jacques Olier crée en 1641, à Paris, la Compagnie des prêtres de Saint-Sulpice pour répondre au besoin de formation des prêtres et à la création de séminaires prescrits par le Concile.
Dans le même esprit, Saint Jean Eudes, quelques années plus tard, en 1643 à Caen, est à l'origine de La Congrégation de Jésus et Marie, autrement dit les Eudistes.
Saint Jean-Baptiste de La Salle, à partir de 1680, à Reims, souhaite pourvoir à l'instruction des pauvres, et jette les bases de ce qui deviendra l'Institut des Frères des Écoles chrétiennes.

#### L'expulsion des jésuites
Les Jésuites ont à subir les attaques des jansénistes, gallicans et parlementaires, puis de l'athéisme des philosophes ; ils sont interdits et bannis de France en 1763-4, et leurs deux cents collèges fermés.

## La suppression des congrégations sous la Révolution française

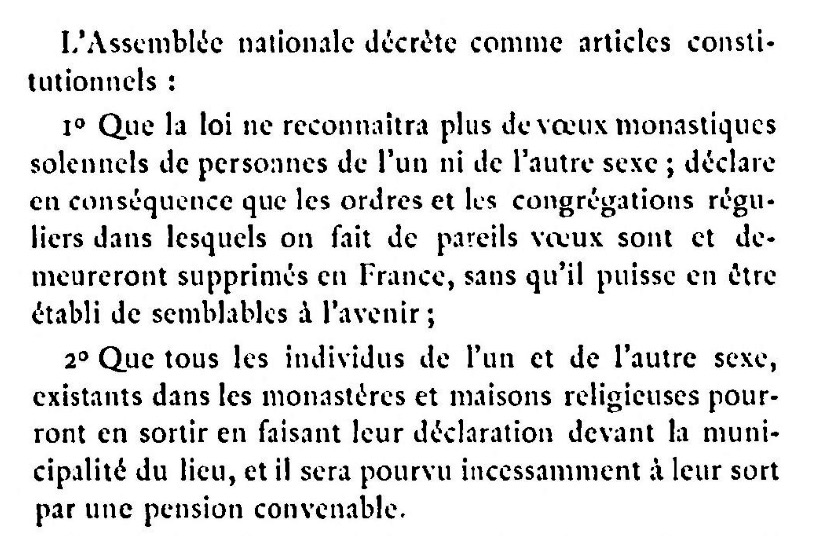
Assemblée nat., décret 13 février 1790, art. 1 et 2.

L'Assemblée constituante, par décret du 2 novembre 1789 met les biens de l’Église, dont les biens des congrégations, à la disposition de la Nation.
 
Par le décret du 13 février 1790, elle interdit les vœux monastiques et supprime les ordres religieux réguliers. Le décret concerne 100 000 membres du clergé non rattachés à une paroisse, soit les deux tiers du clergé considéré comme non « utile». Les critères d'« utilité » étaient les sacrements et le soin des âmes, l'enseignement, les soins aux malades et infirmes et les secours aux indigents.
L'Assemblée législative, par le décret du 18 août 1792 supprime les congrégations séculières, principalement enseignantes et hospitalières.

## Du Consulat au Second Empire
Le Consulat, dans les articles organiques annexés au Concordat de 1801, confirme la suppression de tous les établissements ecclésiastiques (sauf les chapitres cathédraux et séminaires).
 
Le décret du 3 messidor an XII ouvre la possibilité de formation de congrégation sous réserve d’autorisation formelle par un décret impérial.

Le décret impérial du 17 mars 1808 qui organise l'Université reconnait, à son article 109, les « Frères des Écoles chrétiennes ».
 
Le décret du 18 février 1809 permet la reconstitution de congrégations hospitalières de femmes sur simple approbation de leurs statuts, leur interdiction ayant engendré trop de difficultés dans la prise en charge des soins aux malades.

Après les guerres napoléoniennes, le climat politique a changé. Les monarques qui avaient expulsé les jésuites ne sont plus au pouvoir et le pape Pie VII procède à la restauration universelle de la Compagnie en promulguant, le 7 août 1814 le décret Sollicitudo omnium ecclesiarum.

La loi du 2 janvier 1817 demande que les congrégations soient reconnues par une loi pour pouvoir acquérir des biens immeubles et des rentes, de recevoir des dons et legs.

La législation des décennies qui s’ensuivent est de plus en plus favorable aux congrégations de femmes. La loi du 24 mai 1825 autorise l’ouverture de nouvelles congrégations, tandis que celles qui existaient avant le 1er janvier 1825 seraient ouvertes par simple ordonnance du roi. La création d’établissements de congrégations autorisées ne serait soumise qu’à une ordonnance royale d’autorisation.
 
Le décret du 31 janvier 1852 demande de faciliter aux congrégations religieuses de femmes « qui se consacrent à l’éducation de la jeunesse et au soulagement des pauvres » les moyens d’obtenir leur reconnaissance légale.

## La Troisième République
Sous la Troisième République, le mouvement anticlérical, s’il reste assez tolérant envers le clergé séculier, mène une politique d'élimination à l’égard des congrégations. 

### Expulsion des congrégations (1880)
Le 29 mars 1880, deux décrets sont signés par Charles de Freycinet, président du Conseil, et Jules Ferry, ministre de l’Instruction publique, pour d'une part expulser de nouveau les jésuites de France et d'autre part imposer aux autres congrégations de demander leur autorisation dans un délai de trois mois, sous peine de dissolution et de dispersion. La plupart ayant décidé de ne pas demander l'autorisation par solidarité avec les jésuites, à l’issue du court délai, les congrégations non autorisées (bénédictins, capucins, carmes, franciscains, Rédemptoristes, assomptionnistes…) sont expulsées. Certains couvents dominicains sont fermés. Les moines de la Grande Chartreuse et les Trappistes ne sont pas inquiétés.
Au total, 5 643 Jésuites auraient été expulsés et 261 couvents fermés.

### 1903 - La deuxième expulsion
La loi du 1er juillet 1901 qui créé la liberté d'association et les associations loi de 1901 soumet aussi les congrégations à un régime d'exception décrit au titre III de la loi : 
« Aucune congrégation religieuse ne peut se former sans une autorisation donnée par une loi qui déterminera les conditions de son fonctionnement. Elle ne pourra fonder aucun nouvel établissement qu’en vertu d’un décret rendu en conseil d’État. La dissolution de la congrégation ou la fermeture de tout établissement pourront être prononcées par décret rendu en conseil des ministres. » (art.13)
Les membres d’une congrégation non autorisée sont interdits d’enseigner ou de diriger un établissement d’enseignement. (art.14)
La liste des membres et les comptes et l’inventaire de la congrégation sont à la disposition du préfet. (art.15)
Toute congrégation formée sans autorisation sera déclarée illicite. (art.16)
Les congrégations existantes (…) qui n’auraient pas été antérieurement autorisées ou reconnues, devront dans un délai de trois mois, justifier qu’elles ont fait les diligences nécessaires pour se conformer à ces prescriptions. À défaut de cette justification, elles seront réputées dissoutes de plein droit ; il en sera de même des congrégations auxquelles l’autorisation aura été refusée. (art.18)
Le Vatican condamne la loi, mais laisse aux congrégations la liberté de demander leur autorisation, ce que font la plupart d'entre elles. Cependant, la victoire du Bloc des gauches aux élections législatives de mai 1902 porte au pouvoir Émile Combes, allié avec les socialistes de Jaurès, et dont le gouvernement mène un farouche combat anticlérical.
Au printemps 1903, Combes transmet à la Chambre cinquante-quatre dossiers de demandes d’autorisation de congrégations masculines présentés par plus de mille neuf cent quinze maisons. Les dossiers se répartissent en trois groupes : vingt-cinq congrégations « enseignantes » (représentant 1689 maisons et 11 841 religieux), vingt-huit « prédicantes » (225 maisons et 3 040 religieux) et une commerçante (les Chartreux, 48 moines) et sont tous assortis d’un avis négatif.
Parallèlement, Combes transmet au Sénat les demandes de six congrégations d'hommes « hospitalières, missionnaires et contemplatives », cinq avec avis favorables qui resteront tolérées : Les Frères hospitaliers de Saint-Jean-de-Dieu, les trappistes, les cisterciens de Lérins, les Pères blancs, et les Missions africaines de Lyon, une avec avis négatif : les salésiens de Don Bosco.
Quant aux congrégations féminines, 390 ont déposé une demande d'autorisation. Seulement 81 dossiers de congrégations « enseignantes » seront transmis à la Chambre avec avis défavorables.
La Chambre ou le Sénat suivent les préconisations de Combes. Les congrégations non autorisées sont expulsées à partir d'avril 1903. Ainsi les moines de la Grande Chartreuse sont expulsés manu militari le 29 avril 1903,,
Durant l'été 1902, 3 000 écoles non autorisées de congrégations autorisées sont fermées sur le territoire national, par ordre d’Émile Combes et le mouvement s’accélère en 1903 par l'effet de la loi du 4 décembre 1902 qui prévoit  qu'est frappé d'amende ou de prison :
- Quiconque ouvrirait sans autorisation un établissement scolaire congréganiste,
- Toute personne qui après ordonnance de fermeture continuerait les activités de l'établissement ou en favoriserait l'organisation ou le fonctionnement.

### 1904 - La suppression des congrégations enseignantes
Le coup final est porté aux congrégations enseignantes par la loi du 7 juillet 1904, dont l'article 1er prévoit :
« L'enseignement de tout ordre et de toute nature est interdit en France aux congrégations.

« Les congrégations autorisées à titre de congrégations exclusivement enseignantes seront supprimées dans un délai maximum de dix ans.

« Il en sera de même des congrégations et des établissements qui, bien qu'autorisés en vue de plusieurs objets, étaient, en fait, exclusivement voués à l'enseignement à la date du 1er janvier 1903.

« Les congrégations qui ont été autorisées et celles qui demandent à l'être, à la fois pour l'enseignement et pour d'autres objets, ne conservent le bénéfice de cette autorisation ou de cette instance d'autorisation que pour les services étrangers à l'enseignement prévus par leurs statuts. »
Près de 2 000 écoles furent fermées, et des dizaines de milliers de religieux qui avaient fait de l’instruction leur terrain d’action privilégié se trouvaient interdits d’exercer leur profession et confrontés au choix entre reconversion, abandon de l’état régulier, et exil. Certains se sécularisent, à l’appel des évêques, pour assurer la survie de leur œuvre, mais beaucoup choisissent la fidélité à leur vocation et donc l’exil, de préférence le plus près possible de la France, dans l’espoir d’un retour possible.
30 à 60 000 religieux français partent ainsi fonder des établissements à l’étranger : Belgique, Espagne, Suisse, mais aussi la voie « missionnaire ». Ainsi, environ 1 300 débarquent au Canada entre 1901 et 1904, marquant la société québécoise.

### 1914 - L'Union sacrée
Beaucoup de religieux resteront à l’étranger, contribuant à l’internationalisation des congrégations, mais l’Union sacrée proclamée lorsqu'éclate la Première Guerre mondiale, et soulignée par la circulaire du 2 août 1914 du ministre de l’intérieur Louis Malvy qui invite les préfets : 
« à suspendre l’exécution des décrets de fermeture ou de refus d’autorisation pris par application de la loi de 1901, des arrêtés de fermeture pris en exécution de la loi de 1904 et de toutes mesures généralement prises en exécution desdites lois »,
fait revenir d’exil 9 323 religieux revenus pour être mobilisés ; 1 237 d’entre eux seront blessés et 1 571 perdront la vie dans les combats.
À l'issue de la guerre, beaucoup de congrégations reviennent en France, confiantes en l’ouverture créée qui sera suivie par la reprise des relations avec le Saint-Siège en 1921. Toutefois, le 2 juin 1924, le nouveau président du conseil, Édouard Herriot, annonce la relance de l’expulsion des congrégations ainsi que la suppression de l’ambassade auprès du Saint-Siège et l’application de la loi de séparation de l’Église et de l’État à l’Alsace et à la Moselle.
En réponse à ces menaces, deux mois plus tard, la ligue des Droits du religieux ancien combattant (DRAC) est fondée par le bénédictin François-Josaphat Moreau et, en octobre, le jésuite Paul Doncœur publie une lettre ouverte à Herriot « Pour l’honneur de la France, nous ne partirons pas ». Le gouvernement renonce à ses intentions et aucun religieux ne quitte le territoire français.

### 1939/1940 - L'apaisement
Le décret-loi du 16 janvier 1939 de Georges Mandel, ministre des Colonies, permet à chaque culte de créer dans les territoires d'outre-mer une mission avec un Conseil d’Administration, ayant la « personnalité civile », permettant à la mission catholique des îles Marquises de conserver la propriété de toutes ses terres. Le décret-loi du 6 décembre 1939 de Mandel modifie certains articles du précédent.  
En 1940, les 43 pères chartreux expulsés en 1903 attendent toujours en Italie l'autorisation de rentrer en France, où les hommes politiques de droite font campagne afin que « la Chartreuse soit rendue aux Chartreux ». Le Vatican demande à la France le retour à la liberté pour les congrégations religieuses. Finalement, la Seconde Guerre mondiale permet aux Chartreux de reprendre provisoirement pied en France : le 10 mai 1940, l'Allemagne envahit la France, les moines sont menacés d'être expulsés d’Italie si Mussolini attaque également la France. 
Le 29 mai 1940, espérant du pape Pie XII une pression sur Mussolini pour que l'Italie n'entre pas en guerre contre la France, le ministre de l'Intérieur Georges Mandel autorise les congrégations à revenir sur le sol national. Le 9 juin 1940, Georges Mandel autorise le retour des chartreux et leur installation en France, qui reste quand même illégale au regard de la loi de 1901.

## Le régime de Vichy
La défaite de 1940 provoque chez les catholiques un immense sentiment de culpabilité. L'écrivain catholique Paul Claudel écrit dans son journal à la date du 5-7 juillet 1940 : 
« [...] La France est délivrée après soixante ans de joug du parti radical et anticatholique (professeurs, avocats, juifs, francs-maçons). Le nouveau Gouvernement invoque Dieu et rend la Grande Chartreuse aux religieux. Espérance d'être délivrés du suffrage universel et du parlementarisme [...]. »
Certains catholiques rejettent la responsabilité de la défaite sur les instituteurs officiers de réserve qui auraient lâché pied les premiers.
Dans le journal la Croix du 28 juin 1940, Mgr Saliège, évêque de Toulouse écrit :
« [...] Pour avoir chassé Dieu de l'école, des prétoires de la nation, pour avoir supporté une littérature malsaine, la traite des blanches, pour la promiscuité dégradante des ateliers, des bureaux, des usines, Seigneur, nous vous demandons pardon [...] Quel usage avons-nous fait de la victoire de 1918 ? Quel usage aurions-nous fait d'une victoire facile en 1940? [...] »
Dès l'été 1940, l'épiscopat réitère auprès du nouveau gouvernement les demandes d'aide à l'enseignement libre pour lesquels des pourparlers avaient été engagés avec le gouvernement Daladier. 
De plus, l'Église veut que les congrégations soient considérées comme des associations, ce qui les soumettrait à une simple déclaration. Mais des membres du gouvernement comme Marcel Peyrouton, ministre de l'Intérieur, reprennent alors l'argument classique contre les congrégations : la congrégation n'est pas une association comme une autre, le lien entre les membres de la congrégation est strict, ces derniers abandonnant tous les éléments au profit du groupe. La congrégation relève d'une puissance étrangère, le Vatican : « On vient d'interdire les sociétés secrètes. Attention de ne pas entraver l'autorité de l'État en créant une exception ». 
L'interlocuteur de l'épiscopat est alors Jacques Chevalier, responsable de l'Instruction publique au gouvernement qui fait paraître, dès septembre 1940, une série de lois et décrets.
Le 3 septembre, le régime de Vichy vote la loi du 3 septembre 1940, rédigée sous l'autorité de Raphaël Alibert, qui abroge dans son intégralité la loi du 7 juillet 1904 qui interdisait aux religieux d'enseigner dans le public, y compris dans les écoles privées. Elle abroge l'article 14 de la loi du 1er juillet 1901 qui interdisait l'enseignement aux congrégations non autorisées. 
Désormais, les congrégations enseignantes peuvent revenir en France. Elles ont le droit de fonder des établissements (par exemple, les Frères des Écoles chrétiennes peuvent reprendre leurs activités d'enseignement dans leurs établissements.).
Cependant le Vatican est défavorable à une disposition de la loi qui précise que la reconnaissance d'une congrégation est subordonnée à la résidence en France du supérieur de la congrégation. De plus, l'article 16 de la loi du 1er juillet 1901 obligeait la demande d'autorisation par l'État, c'est-à-dire, pratiquement une congrégation doit être reconnue par le Conseil d'État. Ce statut des congrégations a été conservé dans les décennies suivantes. Le supérieur de l'Abbaye Saint-Pierre de Solesmes, refusant de faire la demande devant le Conseil d'État, mène une fronde des congrégations. 
La loi du 15 octobre donne aux enfants des écoles privées le droit d'être secourus par la caisse des écoles. 
La crise politique qui voit le départ de Pierre Laval à la fin de 1940 élimine également Marcel Peyrouton, mais c'est l'éminence grise de Darlan, Henri Moysset qui prend le relais de Peyrouton pour défendre les intérêts de l'État. La loi du 6 janvier 1941 permet aux communes d'accorder des subventions aux écoles privées.
La loi du 15 février 1941 prolonge le délai d'attribution aux associations cultuelles des biens immobiliers appartenant aux établissements publics du culte. Elle a été étendue aux Antilles et à la Réunion par la loi du 14 juin 1941. 
La loi du 21 février 1941 régularise pleinement la présence des six communautés des chartreux en France en autorisant définitivement et explicitement le retour des chartreux .
Le 8 juillet 1941, une loi permet aux associations cultuelles, après autorisation administrative, de recueillir des dons et legs. Cette disposition marque la fin de la contestation de la loi de 1905 par l’épiscopat. Le régime de Vichy permet l'octroi d'importantes subventions aux établissements privés. L'enseignement privé confessionnel reçoit des subventions de l'État (400 millions de francs en 1941).
La circulaire du 26 février 1942 donne les dix articles sur le culte que reconnait la République, dont celui que toute congrégation catholique est placée sous la juridiction d'un évêque.
La loi n°505 du 8 avril 1942 assouplit les dispositions du titre III de la loi du 1er juillet 1901. Elle abroge l'article 16 qui obligeait la demande d'autorisation sous peine d'être « déclarée illicite » et met fin à la chasse aux religieux. La loi modifie l’article 13 : la fondation d’une congrégation n’est plus soumise à une autorisation d'une loi légale votée par le Parlement, mais à celui d'un décret pris après avis conforme du Conseil d'État :

« Toute congrégation religieuse peut obtenir la reconnaissance légale par décret rendu sur avis conforme du Conseil d'État ; les dispositions relatives aux congrégations antérieurement autorisées leur sont applicables.
La reconnaissance légale pourra être accordée à tout nouvel établissement congréganiste en vertu d'un décret en Conseil d'État.
La dissolution de la congrégation ou la suppression de tout établissement ne peut être prononcée que par décret sur avis conforme du Conseil d'État. »

— Article 13 de la loi du 1er juillet 1901 (version en vigueur en 2010).
La loi 25 décembre 1942 modifie l'article 19 de la loi de 1905 et permet aux collectivités publiques d'apporter des aides financières aux édifices de cultes des associations cultuelles. 
Les budgets de 1942, 1943 et 1944 prévoient une subvention pour les Instituts catholiques ainsi que pour trois facultés protestantes.  L'enseignement secondaire (collège et lycée) devenu gratuit en 1933 redevient payant.

## De la Libération à aujourd'hui
Finalement, à la Libération, il s'avère que la loi du 3 septembre 1940 n'a pas été utilisée. Seules trois congrégations mineures ont obtenu la reconnaissance légale dont le Carmel de Créteil. 
Après que le régime de Vichy a autorisé le retour des congrégations enseignantes et autorisé le subventionnement de l’école privée, l'ordonnance du 9 août 1944 du général de Gaulle proroge les mesures de Vichy. Mais les députés de la République française votent la suppression de toute aide et subvention à l'école confessionnelle sans revenir sur l'autorisation des congrégations : les lois du 3 septembre 1940 et du 8 avril 1942, sont confirmées en 1945. Il faudra attendre le 1er janvier 2005, pour que les caisses des écoles agissent également en faveur des enfants des écoles privées. En 1959, la loi Debré rétablit les subventions aux écoles privées en échange de la signature d'un contrat et la scolarité obligatoire passe officiellement à 16 ans (14 ans en 1936). 
En 1970, la Présidence de Pompidou propose aux congrégations non reconnues de demander la reconnaissance légale à l'État. Avant 1987, 249 instituts apostoliques sur 365 et 114 monastères sur 323 sont reconnus du côté féminin et 25 instituts apostoliques sur 62 et  23 monastères sur 43 du côté masculin. Les jésuites ne sont officiellement admis en France que depuis le 24 février 2001.
Pour les congrégations qui refusent le régime de la « reconnaissance légale », la seule alternative est l'« association de fait ». C'est la solution retenue par la Congrégation de Solesmes. Dans ce cas, la congrégation n'a pas de personnalité morale. Elle ne peut signer aucun contrat au nom de l'abbaye, ni être propriétaire de ses propres bâtiments, ni recevoir des dons ou des legs, ouvrir un compte bancaire, obtenir une carte grise...
Prévues à l'origine pour les communautés catholiques, les dispositions des textes sur les congrégations ont été appliquées à des communautés protestantes, orthodoxes, œcuméniques et bouddhistes. 
À la fin du XXe siècle, certains ordres traditionnels traversent une crise, on constate également l’apparition d’instituts séculiers.

### Sources
- Nouveau dictionnaire de pédagogie de Ferdinand Buisson, 1911 articles congrégations, frères, sœurs.
- Résumé du livre de Christian Sorrel
- Article relatif au livre de Guy Lapperière